# Liste der Monuments historiques in Saint-Illiers-la-Ville
Die Liste der Monuments historiques in Saint-Illiers-la-Ville führt die Monuments historiques in der französischen Gemeinde Saint-Illiers-la-Ville auf.

## Liste der Bauwerke
| Bezeichnung                  | Beschreibung | Standort | Kennzeichnung | Schutzstatus | Datum | Bild |
| ---------------------------- | ------------ | -------- | ------------- | ------------ | ----- | ---- |
| Portal der Kirche St-Hilaire |              | (Lage)   | PA00087633    | Inscrit      | 1928  |      |

## Liste der Objekte

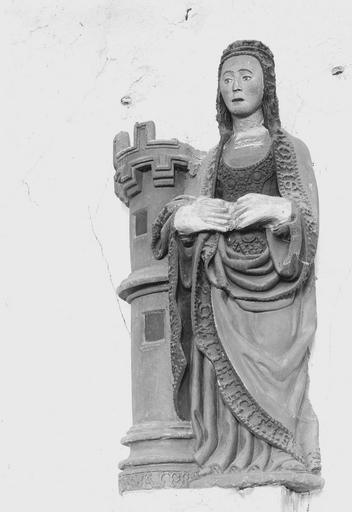
Skulptur der heiligen Barbara in der Kirche St-Hilaire

- Monuments historiques (Objekte) in Saint-Illiers-la-Ville in der Base Palissy des französischen Kultusministeriums